# Will Acton
William Kevin „Will“ Acton (* 16. Juli 1987 in Edina, Minnesota) ist ein ehemaliger kanadisch-US-amerikanischer Eishockeyspieler und derzeitiger -scout, der im Verlauf seiner aktiven Karriere zwischen 2007 und 2020 unter anderem 33 Spiele für die Edmonton Oilers in der National Hockey League (NHL) auf der Position des Centers bzw. linken Flügelstürmers bestritten hat. Zudem absolvierte Acton über 260 weitere Partien für die Schwenninger Wild Wings und Nürnberg Ice Tigers in der Deutschen Eishockey Liga (DEL). Sein Vater Keith war ebenfalls langjähriger Eishockeyspieler und fungierte zeitweise als Co-Trainer seines Sohnes bei dessen Station in Edmonton.

## Karriere
Acton begann seine Karriere zunächst in der Ontario Provincial Junior Hockey League (OPJHL), wo er zwischen 2003 und 2007 insgesamt vier Spielzeiten für die Stouffville Spirit absolvierte. Anschließend stand der Angreifer für die Universitätsmannschaft der Lake Superior State University in der Western Collegiate Hockey Association (WCHA), die in den Spielbetrieb der National Collegiate Athletic Association (NCAA) eingegliedert ist, auf dem Eis. Im März 2011 wurde er von der Organisation der Toronto Maple Leafs aus der National Hockey League (NHL) unter Vertrag genommen, bestritt die folgenden zwei Spielzeiten jedoch ausschließlich für deren Farmteam Toronto Marlies in der American Hockey League (AHL). Im Sommer 2013 wechselte Acton in die Organisation der Edmonton Oilers, wo er in der Saison 2013/14 erstmals 30 Partien in der höchsten Spielklasse Nordamerikas absolvierte und den Rest der Spielzeit für das AHL-Farmteam Oklahoma City Barons auflief. 
Kurz nach Beginn der Saison 2014/15 wurde der Linksschütze zu den Vancouver Canucks transferiert, wo er ausschließlich in der AHL für die Utica Comets zum Einsatz kam. Im September 2015 wurde Acton von den Schwenninger Wild Wings aus der Deutschen Eishockey Liga (DEL) verpflichtet. Er verbuchte 55 Punkte in 46 Spielen während der DEL-Hauptrunde 2015/16 und bilanzierte damit ligaweit den drittbesten Wert. Insgesamt lief er drei Spielzeiten für den Verein aus Baden-Württemberg auf, in denen er jeweils punktbester Spieler seines Teams war. In seiner dritten Saison 2017/18 für Schwenningen wurde er wiederum drittbester Scorer der gesamten Liga nach der Hauptrunde, woraufhin er nach Mittelfranken wechselte. Nach zwei Jahren bei den Nürnberg Ice Tigers beendete er im Sommer 2020 seine Karriere. Seit 2021 arbeitet er als Scout für die Pittsburgh Penguins.

## Erfolge und Auszeichnungen
- 2016 Bester Vorlagengeber der DEL-Hauptrunde

## Karrierestatistik
(Legende zur Spielerstatistik: Sp oder GP = absolvierte Spiele; T oder G = erzielte Tore; V oder A = erzielte Assists; Pkt oder Pts = erzielte Scorerpunkte; SM oder PIM = erhaltene Strafminuten; +/− = Plus/Minus-Bilanz; PP = erzielte Überzahltore; SH = erzielte Unterzahltore; GW = erzielte Siegtore; 1 Play-downs/Relegation; Kursiv: Statistik nicht vollständig)